# William Benn, 1. Viscount Stansgate

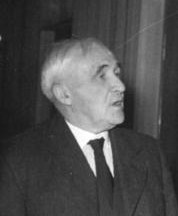
William Wedgwood Benn, 1. Viscount Stansgate

William Wedgwood Benn, 1. Viscount Stansgate PC DSO DFC (* 10. Mai 1877 in Hackney (heute zu London); † 17. November 1960 in London) war ein britischer Politiker.

## Leben

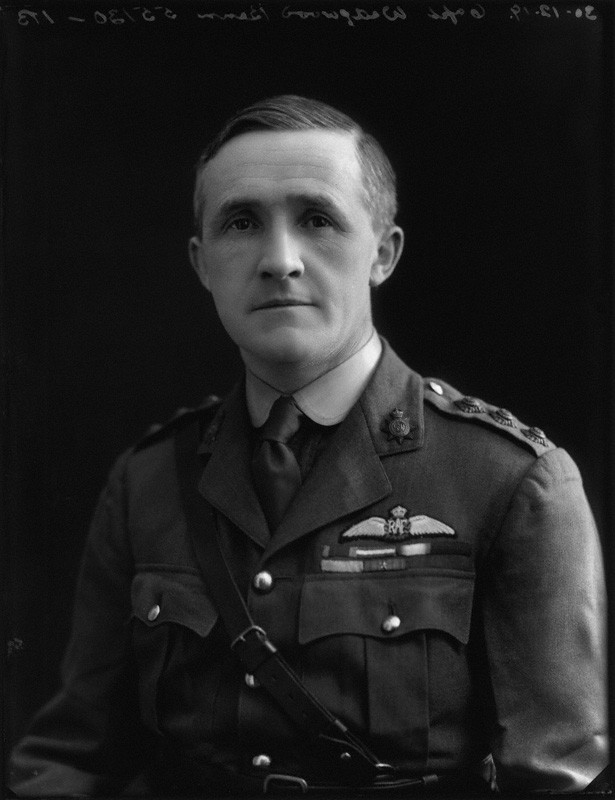
Benn im Jahre 1919

Benn wurde 1877 als Sohn des Verlegers und Politikers John Williams Benn, 1. Baronet und seiner Frau Elizabeth Pickston in Hackney geboren. Seine Ausbildung absolvierte er am Lycée Condorcet in Paris sowie dem University College London. Nachdem Benn zunächst als Politiker in die Fußstapfen seines Vaters trat, folgte er 1912 seinen militärischen Interessen und schloss sich der Middlesex Yeomanry an.
Im Jahre 1920 ehelichte Benn Margaret Eadie Holmes. Ihr ältester Sohn Michael Julius (1921–1944) schlug eine militärische Karriere ein und verstarb im Zweiten Weltkrieg. Ihr zweiter Sohn Anthony (1925–2014) folgte seinem Vater und wurde selbst ein angesehener Politiker. Nach der Geburt ihres dritten Sohnes David Julian (* 1928) durchlief Margaret noch eine vierte Schwangerschaft, der Säugling verstarb jedoch bei der Geburt. William Benn verstarb in London am 17. November 1960.

## Militärischer Werdegang
Während des Ersten Weltkriegs nahm Benn an der Schlacht von Gallipoli teil und wechselte später zur Luftwaffe. Hier war Benn an der Bombardierung der Bagdadbahn beteiligt. Später kommandierte er eine Truppe französischer Seeleute, die in der Türkei guerillaähnlich agierte. Benn wurde dann nach Italien versetzt, um zusammen mit den italienischen Streitkräften den ersten Fallschirmabsprung von Secret-Service-Agenten hinter die feindlichen Linien zu organisieren. An der Operation nahm er persönlich teil. Zweimal wurde sein Leben gerettet, nachdem er auf einem sinkenden Flugzeug beziehungsweise einem sinkenden Schiff im Mittelmeer trieb. Für seine militärischen Leistungen wurde Benn mit dem Distinguished Service Order sowie dem Distinguished Flying Cross ausgezeichnet. Von Seiten Italiens wurden ihm die Tapferkeitsmedaille in Bronze sowie das Kriegsverdienstkreuz verliehen. Zuletzt wurde Benn in Frankreich zum Ritter der Ehrenlegion erhoben. Mit Ausbruch des Zweiten Weltkriegs schloss sich Benn wieder der Luftwaffe an und beendete seine militärische Laufbahn im Rang eines Air Commodore.

## Politischer Werdegang
Benns Vater hatte als Mitglied der Liberal Party bereits als Unterhausabgeordneter gedient. So gewann er bei den Unterhauswahlen 1892 das Mandat des Londoner Wahlkreises St George und bei den Nachwahlen 1904 das Mandat des Wahlkreises Devonport. Bei den Unterhauswahlen 1906 folgte William Benn seinem Vater und bewarb sich um das Mandat des Wahlkreises St George. Dieses hielt zuvor der konservative Thomas Dewar, gegen dessen Nachfolger H. Hallifax Wells sich Benn mit einem Stimmenanteil von 61,3 % durchsetzen konnte. Bei den Wahlen im Januar 1910 verteidigte er sein Mandat trotz Stimmverlusten. Auf Grund seiner Ernennung zum Mitglied der Lords of the Treasury im selben Jahr, wurden im Wahlkreis St George Nachwahlen erforderlich, die Benn ebenso wie die Wahlen im Dezember 1910 für sich entschied. Während des Ersten Weltkriegs wurde ihm die Position des Whips der Liberalen im Parlament angetragen, die Benn jedoch zugunsten des Italieneinsatzes ablehnte.
Vor den Unterhauswahlen 1918 wurde Benns Wahlkreis aufgelöst und er trat für die Liberal Party im schottischen Wahlkreis Leith an, dessen Mandat er errang und bei den folgenden Unterhauswahlen 1922, 1923 und 1924 verteidigte. Nachdem sich Benn bereits seit längerer Zeit der Politik der Labour Party angenähert hatte, verließ er 1927 die Liberal Party und schloss sich der Labour Party an. Er sah die Notwendigkeit den Rückhalt der Wähler nach diesem Wechsel zu überprüfen, sodass im selben Jahr in Leith Nachwahlen durchgeführt wurden. Zu diesen stellte die Labour Party jedoch nicht Benn auf, sondern gab Robert Freeman Wilson, der bereits zweimal erfolglos angetreten war, den Vorzug. Zur Erlangung der Mehrheit fehlten Wilson 111 Stimmen und das Mandat ging an Alfred Ernest Brown von der Liberal Party, der es noch bis 1945 hielt.
Nach dem Ableben des Labour-Abgeordneten Frank Rose waren im Wahlkreis Aberdeen North 1928 Nachwahlen erforderlich, zu denen die Labour Party Benn aufstellte. Trotz Stimmverlusten gewann Benn die Stimmmehrheit und zog erstmals für die Labour Party in das britische Unterhaus ein. Im folgenden Jahr wurde er als Nachfolger von William Peel zum Minister für Indien ernannt. Außerdem wurde er im selben Jahr in das Privy Council erhoben. Als Minister für Indien war Benn für die Inhaftierung Gandhis infolge des Salzmarsches verantwortlich. Die Unterhauswahlen 1931 verliefen für Benn desaströs. Im Vergleich zu den Wahlen 1929 verlor er 36,3 % seiner Stimmen und damit auch sein Mandat an den Unionisten John George Burnett. Nach einer erfolglosen Kandidatur im Wahlkreis Dudley, gelang ihm 1937 der erneute Einzug in das Unterhaus für den Wahlkreis Manchester Gorton. Im Januar 1942 wurde Benn als 1. Viscount Stansgate installiert und damit automatisch Mitglied des House of Lords. Zwischen 1943 und 1944 war Benn Vizepräsident der Alliierten Kontrollkommission in Italien. 1945 wurde Benn als Minister für Luftfahrt eingesetzt, womit ihm die britische Luftwaffe unterstand. Diese Position erfüllte er bis 1946. Im folgenden Jahr wurde Benn zum Präsidenten der interparlamentarischen Union gewählt und behielt diese Position bis zu seinem Tode.